# 特里冈斯
特里冈斯（法語：Trigance，法語發音：[tʁiɡɑ̃s]）是法国普罗旺斯-阿尔卑斯-蓝色海岸大区瓦尔省的一个市镇，属于德拉吉尼昂区。

## 地理
特里冈斯（43°45'40"N, 6°26'38"E）面积60.6 平方千米，位于法国普罗旺斯-阿尔卑斯-蓝色海岸大区瓦尔省，该省份为法国东南部沿海省份，北起上普罗旺斯阿尔卑斯省，西北角与沃克吕兹省接壤，西接罗讷河口省，南濒地中海，东临滨海阿尔卑斯省。
与特里冈斯接壤的市镇（或旧市镇、城区）包括：卡斯泰拉讷、鲁贡、艾吉讷、勒布尔盖、沙托杜布勒、阿尔蒂比河畔孔普斯。

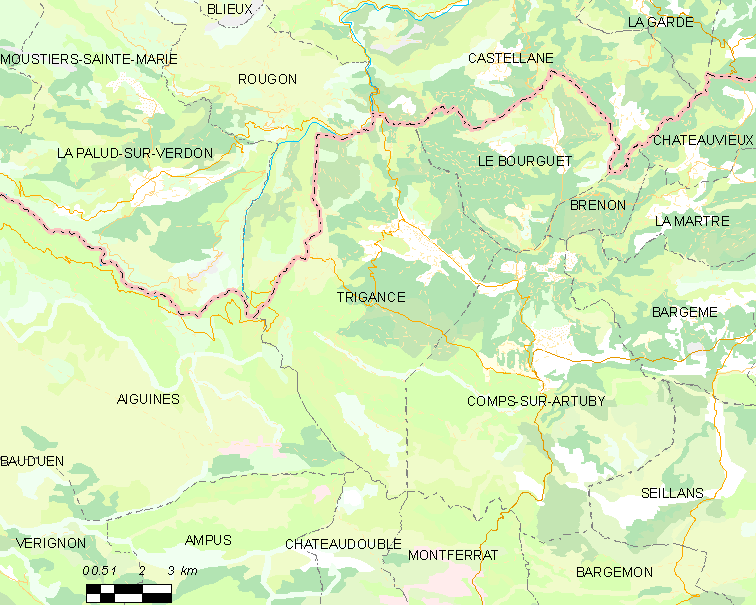
特里冈斯的OSM定位图

特里冈斯的时区为UTC+01:00、UTC+02:00（夏令时）。

## 行政
特里冈斯的邮政编码为83840，INSEE市镇编码为83142。

## 政治
特里冈斯所属的省级选区为弗拉约斯克县。

## 人口

1962-2008年间特里冈斯人口变化图示

特里冈斯于2022年1月1日时的人口数量为221人。